# حروب الولاية الحرة ضد باسوتو
حروب الولاية الحرة ضد باسوتو تشير إلى سلسلة من الحروب دارت بين الملك موشويشوي الأول، حاكم مملكة باسوتو، والمستوطنين البيض، في ما يعرف الآن باسم الولاية الحرة. وتُقسم هذه الحروب إلى حرب سنكال عام 1858، وحرب سكيتي في عامي 1865-1866، وحرب باسوتو الثالثة في 1867-1868.
اشتعلت هذه الحروب الثلاثة بسبب الحقوق الإقليمية في المنطقة الواقعة بين نهري كاليدون وأورانج. من ويبينير إلى زاسترون الحاليتين، والمنطقة الواقعة شمال نهر كاليدون، والتي تشمل حاليًا هاريسميث والمنطقة الواقعة غربًا. أدت الحروب إلى حصول المستوطنين البيض على مساحات شاسعة من أراضي الباسوتو، وموافقة الباسوتو في النهاية على أن يصبحوا جزءًا من الإمبراطورية البريطانية.

## الخلفية
ساعد الملك العظيم موشويشوي الأول، ابن موكاتشاني، زعيم فرع با-موكوتيلي من عشيرة كوينا (التمساح)، في عام 1818 على كسب النفوذ على العشائر الصغيرة التي نزحت خلال فترة الدفكانة باللغة السوتية أو المفيكانة في لغة الزولو والتي تعني «السحق» أو «التشتت». وتصف هذه الفترة الحرب والمجاعة في جنوب إفريقيا بين عامي 1815 و1840 تقريبًا. وفي عام 1820، أصبح الملك العظيم موشويشوي ملكًا على شعب باسوتو، الذي وقع تحت سلطته المركزية بسبب المنافسة على الموارد، والتي اشتدت إثر الجفاف.
امتلك مورينا إي موهولو (الملك العظيم) مناطق أكبر من الولاية الحرة، واستوعب المجموعات العرقية المختلفة لقبائل نغوني التي هربت من هجمات شاكا خلال الدفكانة. ووسع الملك أمة الباسوتو وقوّاها من خلال دمج هذه المجموعات العرقية وتسميتها أمة باسوتو الواحدة. وقدم الأرض والغذاء والحماية للبوير والنغوني، ما أدى إلى تشكيل فوثاداجيبا في منطقة كوا-كوا، وهي شهيرة في اللغة السوتية وتعني (المصالحة/وحدة الأمم المختلفة). سمح الملك الدبلوماسي العظيم موشويشوي للبريطانيين والبوير والنغوني الهاربين بالاستقرار في مستوطناته المحددة، مع فكرة منحهم الأرض والغذاء من أجل البقاء. ولكن كلما حاول أي منهم المطالبة بأرضه دون سلطة الملك، كانت تنشب الحرب التي تؤدي إلى انتصار أمة باسوتو وحماية أراضيها ومواردها. كان الملك موشويشوي متواضعًا ومسالمًا، ويعرف كيف يحمي بشكل استراتيجي أمة باسوتو الكبيرة، إذ حقق النصر في حروب سنكال والولاية الحرة وسكيتي وباسوتو ضد البريطانيين والبوير. ووقع الملك غير المهزوم موشويشوي وأمة الباسوتو معاهدة للسماح للبوير بالاستقرار في بعض مناطق الولاية الحرة. وانسحب الملك العظيم موشويشوي وبعض شعبه إلى قلعة ثابا بوسيو الجبلية في عام 1824، بينما بقي شعب باسوتو مستقرًا في مقاطعة الولاية الحرة. قدم موشويشوي المساعدة لهذه المجموعات من خلال منحهم الأرض والغذاء والحماية ما أدى إلى إنشاء أمة باسوتو. كان الملك العظيم موشويشوي معروفًا بدبلوماسيته وذكائه.
في أواخر عشرينيات القرن التاسع عشر، وصلت مجموعة من كورانا (مجموعة من المستوطنين الخويخوئيين) وأشخاص يتحدثون الهولندية من أصول مختلطة إلى المناطق المجاورة لمملكة موشويشوي الأول. ولأنهم كانوا يمتطون الجياد ومسلحين بالبنادق، قرر موشويشوي تسليح شعبه ومنحهم الخيول. مع إنشاء محطات تدريب مختلفة لمملكة باسوتو، وكان التدريب متقدمًا ومكثفًا على الأسلحة لإعداد أنفسهم ضد أي حرب قد تندلع.
كان وصول المستوطنين البيض المعروفين باسم البوير إلى المنطقة بسبب الرحلة العظيمة، مفيدًا في البداية للملك العظيم موشويشوي، حيث أصبحوا حاجزًا بين الباسوتو وكورانا. وعبر البوير نهر أورانج من مستعمرة كيب في منتصف عشرينيات القرن التاسع عشر. على الرغم من أن هؤلاء المستوطنين ادعوا طلب الإذن للاستقرار هناك، لكنهم طالبوا بها لاحقًا، وكان موشويشوي يعتبر أنه قد أعارهم الأرض. وفي عام 1845 وُقعت معاهدة اعترفت باستيطان البوير في المنطقة. لكن لم تُرسم حدود بين منطقة مستوطنة البوير ومملكة موشويشوي. أدى ذلك إلى اشتباكات حدودية حتمية وأصبح وجود حدود واضحة ضروريًا.
أعلن البريطانيون، الذين سيطروا على المنطقة الواقعة بين نهري أورانج وفال، عن خط وأردن (الذي سُمي تيمنًا بالرائد هنري دوغلاس وأردن). قسم هذا الخط الأراضي بين البريطانيين والباسوتو تحت حكم موشويشوي، وامتد الخط من كورنيتسبروت ونهر أورانج عبر فيتكوب إلى جامربيرغدريفت على نهر كاليدون.
تسبب خط وأردن بالكثير من الاستياء، إذ كان وادي نهر كاليدون الخصب بمثابة منطقة حيوية من حيث الزراعة لكل من البريطانيين والباسوتو. لذلك لم يكن هذا الخط الحدودي مقبولاً للملك العظيم موشويشوي، فبدأت الأعمال العدائية، ما أدى إلى صراع بين أمة باسوتو والبريطانيين، الذين هزمهم الملك العظيم موشويشوي في معركة فيرفويت عام 1851. وفي نفس العام، عرض الملك موشويشوي على زعيم البوير أندريس بريتوريوس تحالفًا ضد سيادة البريطانيين.
أحضر الجنرال البريطاني السير جورج كاثكارت القوات إلى نهر موهوكان، لمعاقبة الباسوتو، وأمر الملك المستقيم موشويشوي بدفع غرامة. وعندما لم يدفع الغرامة بالكامل، اندلعت معركة على هضبة بيريا في عام 1852، حيث تكبد البريطانيون خسائر فادحة بسبب سلاح فرسان الباسوتو. حدد هذا مصير سيادة حكومة الباسوتو، على الرغم من أن كاثكارت كان في البداية مع الانسحاب.
في عام 1854، أصبحت تكلفة الحفاظ على السيادة أكثر من اللازم بالنسبة للبريطانيين، لذا سلموا الأراضي للبوير من خلال التوقيع على اتفاقية نهر ساند. بعدها طالب البوير بالأرض الواقعة وراء نهر كاليدون، وأطلقوا عليها اسم جمهورية أورانج فري ستيت. أدى هذا إلى مزيد من الصراع على الأرض وحدود غير واضحة مع الباسوتو، الذين اعتبروا أنفسهم المالكين الشرعيين، واستمروا باستخدام الأرض للرعي.